# Nécropole nationale de Brieulles-sur-Meuse
De Nécropole nationale de Brieulles-sur-Meuse is een begraafplaats met 2572 Franse soldaten, 1 Brit, 123 Russen en 35 Belgen in de Frans gemeente Brieulles-sur-Meuse in het departement Meuse (regio Grand Est). Volgens MemorialGenweb zou het gaan om in totaal 2572 doden waarvan 2389 Franse uit de WO1, 24 uit WO2, en daarnaast 123 Russen (WO1, gevangenen), 1 Brit (WO1) en 35 Belgen (WO1, ZAB of opgeëiste arbeiders)
Brieulles-sur-Meuse werd in oktober 1918 bevrijd door Amerikaanse troepen. In 1920 werd de begraafplaats aangelegd voor gevallenen uit de omgeving. In de Tweede Wereldoorlog werd de begraafplaats opnieuw gebruikt voor geallieerde slachtoffers.
Het Britse graf uit de Eerste Wereldoorlog wordt onderhouden door de Commonwealth War Graves Commission, dat de begraafplaats heeft ingeschreven als Brieulles-sur-Meuse French National (Mixed) Cemetery.